# Adalet Ağaoğlu
Adalet Ağaoğlu, född 13 oktober 1929 i Nallıhan nära Ankara, död 14 juli 2020 i İstanbul, var en turkisk författare och dramatiker. 
Hon arbetade i 20 år som dramaturg vid turkisk radio, men sade upp sig av politiska skäl 1970 och började skriva romaner. De mest kända är Ölmeye Yatmak ("Att lägga sig ned för att dö", 1973), Fikrimin İnce Gülü ("Mitt sinnes sköra ros", 1976) och Bir Düğün Gecesi ("En bröllopsnatt", 1979). Ett av hennes temata är den enskilda människans ställning i den kontrastfyllda mångfalden som präglar dagens Turkiet, mellan det traditionella och det progressivt västliga. Tekniskt sett är hon inspirerad av fransk litteratur, särskilt Louis-Ferdinand Céline, och hennes berättarstil är tydligt präglad av hennes bakgrund inom dramat.